# Korpijärvi (sjö i Finland, Kajanaland, lat 64,92, long 28,45)
Korpijärvi är en sjö i Finland. Den ligger i kommunen Suomussalmi i landskapet Kajanaland, i den centrala delen av landet, 600 km norr om huvudstaden Helsingfors. Korpijärvi ligger 230,6 meter över havet. Den är 6,4 meter djup. Arean är 85,7 hektar och strandlinjen är 5,11 kilometer lång. Sjön  ingår i Uleälvens huvudavrinningsområde. 